# 背黄土舟蛾
背黄土舟蛾（學名：Togepteryx dorsoflavida），是昆虫纲鱗翅目舟蛾科土舟蛾属的其中一種。分布於中國陕西省，雄性翅膀展開長度達3.8公分。背黄土舟蛾的頭部呈褐色。颈板、翅基片和胸部背面的前半部呈灰白色，而胸部背面的后半部則呈暗红褐色。另外腹部背面呈暗灰褐色。翅膀前部呈灰色，並帶有红褐色，近基部前缘到外缘是有一條黑褐色纵带，纵带的前方帶灰色，而隨著位置的推移，顔色漸漸變淺，直到後缘則呈浅灰色。棲息地不明，生活習性不明。

## 扩展阅读
維基物種上的相關：背黄土舟蛾